# Veszeley Mária
Veszeley Mária névváltozata: Veszelei Mária (Szolnok, 1927. október 16. – Budapest, 1989. március 13.) magyar színésznő.

## Élete
1953-ban végzett az Színház- és Filmművészeti Főiskolán. Ezután a kecskeméti Katona József Színház, a kaposvári Csiky Gergely Színház, az Állami Déryné Színház, 1971-től az Irodalmi Színpad, 1974-től a szolnoki Szigligeti Színház tagja volt. 1982-ben ment nyugdíjba.
„A Fiatal Művészek Kísérleti Stúdiója még 1977-ben készítette azt az egyórás filmet, amelynek nem éppen szerencsésen Akik kimaradtak a szereposztásból címet adták. A filmben megszólal: [...] Veszeley Mária. Köztük olyan munkás-paraszt származású színészek, akiket a felszabadulás után a Színház- és Filmművészeti Főiskolán a majdan megírandó szocialista-realista drámák munkás-parasztszerepeinek eljátszására készítettek fel. S ebből kitűnően diplomáztak is. [...] A diploma átvétele után szinte valamennyien fővárosi színházaknál helyezkedtek el. Többen már utolsó éves korukban játszottak a Nemzetiben, kaptak kisebb-nagyobb filmszerepeket. S hogy a feladatokat jól oldották meg, arra a régi színházi lapok kritikái emlékeztetnek. Néhányan vidéki színházaknál próbálták tudásukat fejleszteni. De lassan elfogytak a rájuk szabott szerepek. S ők nem tudtak lépést tartani a hirtelen változással. Volt, aki hosszú hónapokon keresztül énekelni tanult. Nem sikerült. Most egy kamarakórusban énekel családi rendezvényeken, temetéseken – diplomával a zsebében. És a többiek? Van, aki önálló esteken áll az „ezerfejű Cézár” elé, van, aki diplomáját szépen bekeretezte, és költőnek csapott fel. Van, akiből színházi ügyelő, segédszínész lett. Néha-néha kap egy-egy kisebb szerepet televízióban, filmen. Családjuknak, gyermeküknek élnek. Csak egytől nem tudnak elszakadni: a színháztól, a filmtől. [...] Veszeley Mária, aki Kaposvárott éveken keresztül vezető szerepeket játszott. Érdekes egyénisége, szép tiszta hangja nagyon hiányzik a mai magyar filmekből.”

## Színházi szerepeiből
- William Shakespeare: Vízkereszt... Olivia
- William Shakespeare: Rómeó és Júlia... Capuletné
- William Shakespeare: Hamlet... Színészkirálynő
- Friedrich Schiller: Ármány és szerelem... Lujza
- Molière: Furfangos fickó (Scapin furfangjai)... Jácint
- Molière: A fösvény... Eliz
- Carlo Goldoni: Karnevál-végi éjszaka... Márta asszony
- Victor Hugo: A királyasszony lovagja... Neuburgi Mária
- Racine: Phaedra... Phaedra
- Edmond Rostand: Cyrano de Bergerac... Klára nővér
- Corneille: Cid... Donna Urraca
- Jean-Paul Sartre: A tisztességtudó utcalány... Lizzie
- William Somerset Maugham: A szent láng... Stella
- Anton Pavlovics Csehov: Sirály... Mása
- Makszim Gorkij: A nap gyermekei... Antonovna, dajka
- Mihail Afanaszjevics Bulgakov: Bíborsziget... Első színésznő
- Federico García Lorca: Yerma... Első öregasszony
- Federico García Lorca: Bernarda Alba háza... Cseléd
- Slotwinski – Skowronski: Az igazgató úr nevenapja... Titkárnő
- Kisfaludy Károly: Kérők... Máli
- Csiky Gergely: Mákvirágok (Ingyenélők)... Elza
- Szigligeti Ede: Liliomfi... Mariska
- Katona József: Bánk bán... Izidóra
- Jókai Mór: Az aranyember... Tímea
- Heltai Jenő: A néma levente... Zilia Duca
- Móricz Zsigmond: Nem élhetek muzsikaszó nélkül... Pólika; Birike
- Móricz Zsigmond: Pacsirtaszó... Manci
- Dobozy Imre: Szélvihar... Csendes Juliska
- Darvas József: Kormos ég... Klári
- Sós György: Pettyes... Ica
- Fehér Klára: Nem vagyunk angyalok... Vera
- Kállai István: Az igazság házhoz jön... Az anya
- Hámori Tibor: A gyilkos nem én vagyok... Tomainé, Vera, színésznő
- Fényes Szabolcs – Szántó Armand – Szécsény Mihály: Paprikáscsirke... Helén
- Ábrahám Pál: Bál a Savoyban... La Tangolita
- Grimm fivérek: Hófehérke és a hét törpe... Hófehérke
- L. Frank Baum – Schwajda György: Óz, a nagy varázsló... Emmi néni, Jó boszorkány
- Fazekas Mihály – Schwajda György: Lúdas Matyi... Anyóka

## Filmszerepek

### Portréfilm
- „Akik kimaradtak a szereposztásból” (színészportré többek között Veszeley Máriáról is) (1977)

### Játékfilmek
- Makra (1974) (Veszelei Mária néven)
- A magyar ugaron (1973)
- Mindenki ártatlan? (1962)
- Morzsa Mari (1952) (rövidfilm) (Veszelei Mária néven)

### Tévéfilmek
- Bors: Magdolnabál (1971)
- A nagy fény (1966)